# 克莱县 (伊利诺伊州)
克萊縣（英語：Clay County）是美國伊利諾伊州南部的一個縣。面積1,217平方公里。根据美國2000年人口普查，共有人口14,560人。縣治路易維爾（Louisville）。
成立於1824年12月23日縣名紀念代表肯塔基州的聯邦參議員、國務卿亨利·克萊（Henry Clay）。